# Rechsteineria vauthieri
Rechsteineria vauthieri là một loài thực vật có hoa trong họ Tai voi. Loài này được (DC.) Kuntze miêu tả khoa học đầu tiên năm 1891.